# Плоское (Полтавская область)
Плоское (укр. Плоске) — село, Плосковский сельский совет, Решетиловский район, Полтавская область, Украина.
Население по переписи 2001 года составляло 562 человека.
Является административным центром Плосковского сельского совета, в который, кроме того, входят сёла Браилки, Левенцовка, Твердохлебы и Чередники.

## Географическое положение
Село Плоское находится на правом берегу реки Полузерье,
выше по течению на расстоянии в 1,5 км расположено село Левенцовка,
ниже по течению на расстоянии в 3 км расположено село Чередники,
на противоположном берегу — село Твердохлебы.
Река в этом месте извилистая, образует старицы и заболоченные озёра.

## Экономика
- «Полузорье», кооператив.[источник не указан 1523 дня]
- «Агрос», сельскохозяйственное ООО.[источник не указан 1523 дня]

## Объекты социальной сферы
- Школа.[источник не указан 1523 дня]